# Jordan Karagavrilidis
Jordan Karagavrilidis (* 24. března 1958) je bývalý český hokejový obránce. Jeho synovcem je bývalý hokejový brankář Kamil Jarina.

## Hokejová kariéra
V československé lize hrál za CHZ Litvínov. Nastoupil v 423 ligových utkáních, dal 72 gólů a měl 81 asistencí. Během vojenské služby hrál v nižších soutěžích za VTJ Písek a VTJ Vyškov. Kariéru končil v nižších soutěžích ve Finsku, v Itálii a Německu. V roce 1977 reprezentoval Československo na mistrovství světa juniorů do 20 let, kde získal s týmem bronzovou medaili za 3. místo.

## Klubové statistiky
| Sezona    | Klub         | Soutěž  | Základní část | Základní část | Základní část | Základní část | Základní část | Play off | Play off | Play off | Play off | Play off |
| Sezona    | Klub         | Soutěž  | Z             | G             | A             | B             | TM            | Z        | G        | A        | B        | TM       |
| --------- | ------------ | ------- | ------------- | ------------- | ------------- | ------------- | ------------- | -------- | -------- | -------- | -------- | -------- |
| 1976/1977 | CHZ Litvínov | 1. liga | 34            | 1             | 1             | 2             | -             |          |          |          |          |          |
| 1977/1978 | VTJ Písek    | 3. liga | -             | -             | -             | -             | -             |          |          |          |          |          |
| 1978/1979 | VTJ Vyškov   | 3. liga | -             | -             | -             | -             | -             |          |          |          |          |          |
| 1979/1980 | CHZ Litvínov | 1. liga | 40            | 6             | 4             | 10            | 26            |          |          |          |          |          |
| 1980/1981 | CHZ Litvínov | 1. liga | 40            | 11            | 5             | 16            | 51            |          |          |          |          |          |
| 1981/1982 | CHZ Litvínov | 1. liga | 44            | 12            | 7             | 19            | -             |          |          |          |          |          |
| 1982/1983 | CHZ Litvínov | 1. liga | 40            | 5             | 3             | 8             | 40            |          |          |          |          |          |
| 1983/1984 | CHZ Litvínov | 1. liga | 42            | 13            | 12            | 25            | 86            |          |          |          |          |          |
| 1984/1985 | CHZ Litvínov | 1. liga | 43            | 4             | 15            | 19            | 74            |          |          |          |          |          |
| 1985/1986 | CHZ Litvínov | 1. liga | 44            | 9             | 11            | 20            | -             |          |          |          |          |          |
| 1986/1987 | CHZ Litvínov | 1. liga | 33            | 3             | 6             | 9             | 56            | 15       | 5        | 5        | 10       | -        |
| 1987/1988 | CHZ Litvínov | 1. liga | 36            | 4             | 8             | 12            | -             |          |          |          |          |          |
| 1988/1989 | CHZ Litvínov | 1. liga | 27            | 4             | 9             | 13            | 78            | 10       | 3        | 3        | 6        | -        |